# Newcastle Northstars
Pour les articles homonymes, voir North Star.
 (août 2023).
Si vous disposez d'ouvrages ou d'articles de référence ou si vous connaissez des sites web de qualité traitant du thème abordé ici, merci de compléter l'article en donnant les références utiles à sa vérifiabilité et en les liant à la section « Notes et références ».
Les Newcastle Northstars sont un club de hockey sur glace de Warners Bay, dans la banlieue de Lac Macquarie en Australie. Il évolue dans l'AIHL, l'élite australienne. 

## Historique
Le club est créé en 1981 sous le nom de Newcastle North Stars. En avril 2017, l'équipe est renommée Newcastle Northstars.

## Palmarès
- Vainqueur de l'AIHL : 2003, 2005, 2006, 2008, 2015 et 2016.